# Haimbachia fuscicilia
Haimbachia fuscicilia là một loài bướm đêm trong họ Crambidae.